# Фисташка туполистная
Фиста́шка туполистная, или Дикая фисташка, или Кевовое дерево, или Скипидарное дерево, или Ложный бакаут (лат. Pistacia atlantica subsp. mutica) — растение семейства Сумаховые (Anacardiaceae), подвид вида Фисташка атлантическая из рода Фисташка.

## Ареал
Область распространения в Крыму лежит от Севастополя до Коктебеля, и в районе Бахчисарая, на черноморском побережье Кавказа — от Сукко до хутора Бетта, находящегося южнее Геленджика. Растение распространено в Восточном и Южном Закавказье, в Турции, на западе Ирана, на греческих островах Хиос и Родос.

## Экология
Фисташка туполистная — восточносредиземноморско-переднеазиатский элемент, по А. А. Гроссгейму — восточносредиземноморско-иранский. Засухоустойчив, теплолюбив, очень светолюбив. Выдерживает засоление почвы, кальцефит.
Образует парковые леса — редколесья, образует ряд сообществ с можжевельником высоким, дубом пушистым, редко — чистые сообщества. Семена в значительной мере поедаются вредителями.
Род Pistacia очень древен, его происхождение восходит к меловому периоду. Ю. Д. Клеопов (1941) предполагает, что сообщества из фисташки туполистной — это крайний предел ксерофитизации мезофильных третичных лесов Средиземноморья. Фисташники — это полузасушливый вариант типичной средиземноморской растительности.

## Биологическое описание

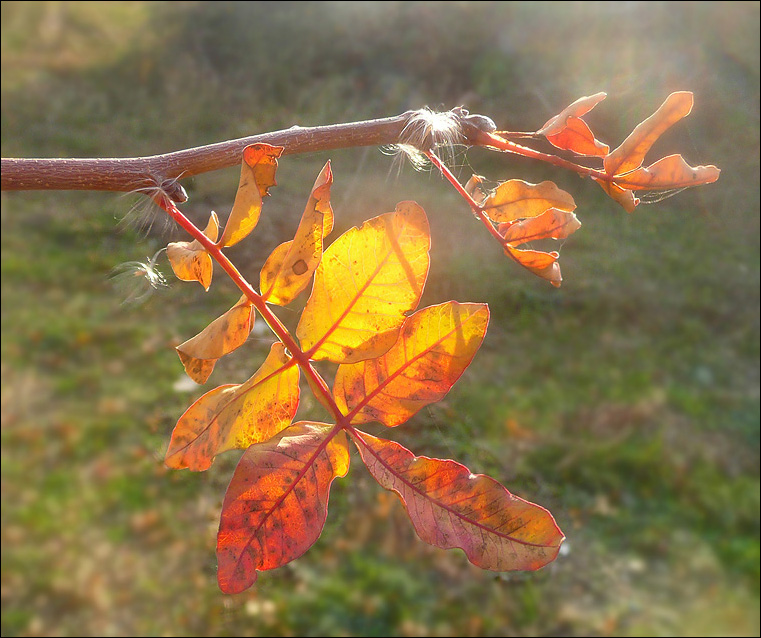
Осенняя окраска листвы, окрестности Новороссийска

Дерево высотой 8—12 м, ствол иногда достигает 1 м в диаметре; растёт медленно — в возрасте 20 лет достигает высоты 1 м, доживает до 1000 лет; крона очень густая, низкосидящая; кора пепельно-серая, трещиноватая на старых ветвях; почки с черепитчато-налегающими чешуями, сидячие, опушённые.

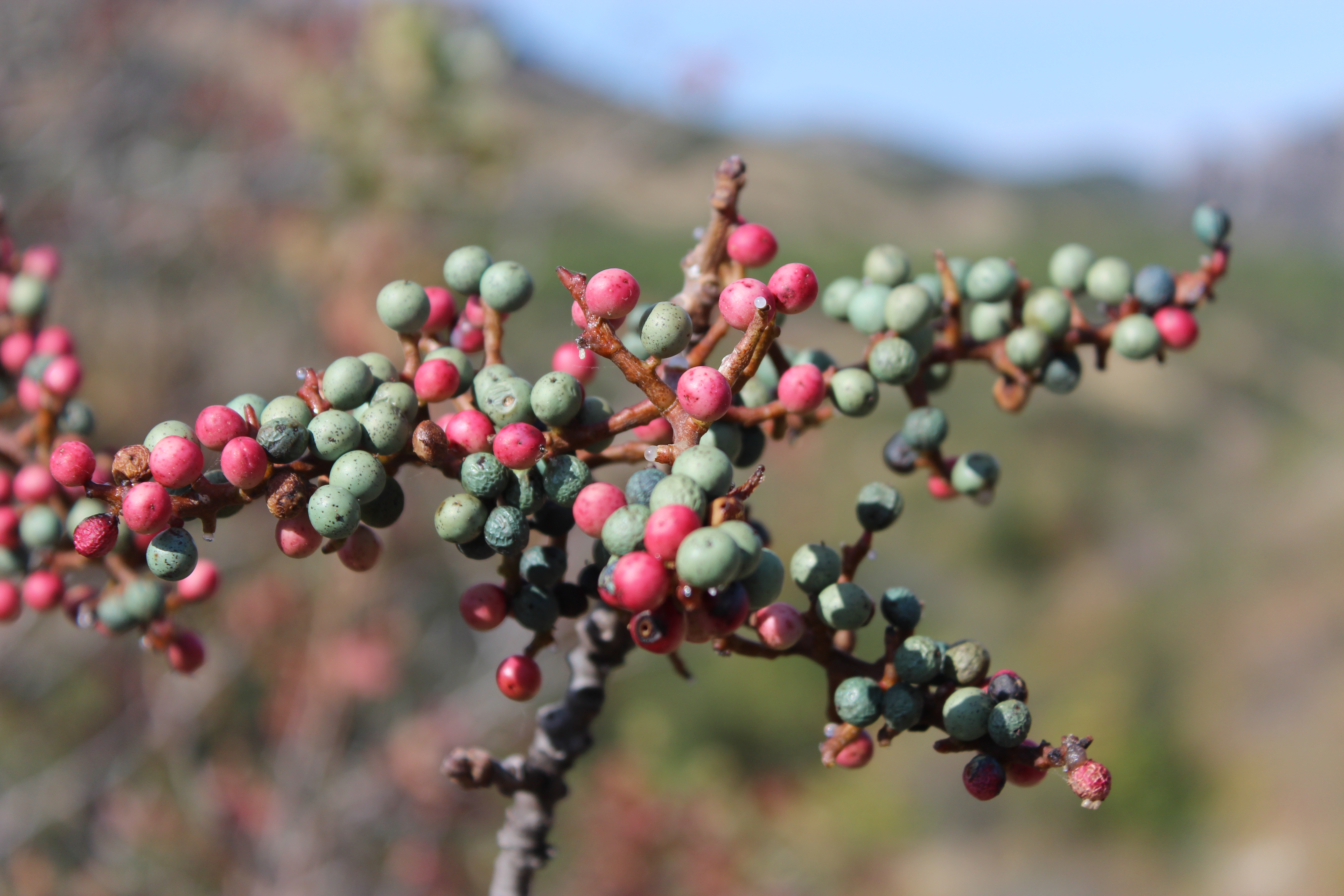
Плоды, Республика Крым, Карадагский природный заповедник

Листья сложные, непарноперистые, состоят из пяти—семи листочков, черешок в верхней части крылатый; листочки яйцевидные, почти сидячие, сверху блестящие, тёмно-зелёные; края пластинок короткоопушённые, длина листочков 4—5 см, а ширина — до 3 см; листья развёртываются в начале мая, опадают в ноябре.
Растения двудомные, цветки однополые, мелкие, невзрачные, зеленоватые; в древостоях преобладают женские особи; тычиночные цветки собраны в широкие метёлки, пестичные — в более редкие метёлки у мужских цветков чашечка маленькая, пятираздельная, тычинок пять; у женских цветков чашечка трёх- четырёхраздельная; завязь сидячая с коротким столбиком.
Плоды — односемянные сухие костянки, краснеющие при созревании; плодоносит с июля по октябрь, начинает плодоносить в возрасте 8—10 лет; обильно плодоносит через 2—3 года.

## Хозяйственное значение и применение
Почвоукрепитель, пригоден для облесения сухих крутых склонов, оползней. Растение содержит камедистую смолу, употребляемую как благовонная жвачка — кева (откуда и одно из названий — кевовое дерево). Подсушенная живица при сжигании издаёт приятный запах, ею пользуются при ароматизации помещений. В религиозных обрядах она известна под названием «ладан» (помимо используемого также ладанного дерева). Смолу в смеси со сливочным маслом, воском в виде пластыря применяют наружно для лечения ран.
Декоративное растение — может применяться для озеленения черноморских городов.
Важная культура для плодоводства, так как служит подвоем для фисташки настоящей. Семена съедобны в сыром и сушёном виде, содержат до 60 % жира. В Турции изготовляют сладости — фисташки в сахаре. Иногда плоды собирают в незрелом виде и едят их ядра с кислым молоком.
Из плодов выжимают масло, используемое для горения и мыловарения. Смола пригодна для изготовления спиртовых и художественных лаков. Эфирные масла, смолы находят применение в парфюмерной промышленности. Листья богаты дубильными веществами (до 20 % таннидов). Галлы, развивающиеся на листьях, содержат повышенный процент таннидов. Они служат сырьём для получения дубильных экстрактов в кожевенной промышленности.
Вид требует сохранения и бережного отношения в естественных местонахождениях. Фисташники имеют важное почвозащитное и противоэрозионное значение. Кроме того, сообщества фисташки туполистной дают приют огромному количеству средиземноморских редких видов, среди которых немало редких эндемов.
Свиньи любят пастись в фисташниках осенью, поедая опавшие плоды.
Древесина очень прочна, хорошо горит, даёт первоклассный уголь.

## Лимитирующие факторы и меры охраны. Научная ценность вида
Вид занесён в Красную книгу России. Категория 3 г: «Редкий вид. Третичный реликт. В России проходит северная граница ареала.».
Фисташковые сообщества — чрезвычайно древние третичнореликтовые, представляющие большую научную ценность как банк уникального средиземноморского генофонда, не встречающегося нигде в России и Северном Кавказе.
Места произрастания фисташки туполистной подвергаются мощному антропогенному прессингу: они вырубаются под строительство дач, туристских комплексов, ресторанов. В фисташниках нередки несанкционированные палаточные городки, кострищи, высокой степени достигает утоптанность. В травянистый ярус проникают рудеральные, сорные виды.
Уничтожение редколесий приводит к ухудшению водного режима района Новороссийска. Они выполняют противоэрозионную, средообразующую, почвозащитную функции.
Вопрос об охране фисташковых насаждений поднимался ещё В. А. Поварницыным в 1940 году. Он писал:
«Имеющиеся насаждения фисташки в Анапском леспромхозе следует объявить заповедными, не подлежащими вырубке, как редкой и вымирающей породы на Черноморском побережье, остатки которой сохранились ещё в Лобановой щели».
В 1989 году М. Д. Алтухов и С. А. Литвинская писали:
«Без принятия мер по действенной охране фисташников неминуема их деградация. Режим охраны должен быть заповедным с запрещением всех видов хозяйственной деятельности, кроме научно-исследовательской» (с.101).
Хозяйственное использование территорий с произрастанием фисташки может привести к утере биоразнообразия уникального флористического комплекса. Без принятия мер по действенной охране фисташников неминуема их деградация. Необходима также провести ряд мероприятий по восстановлению растительного покрова и ограничению антропогенных нагрузок. Охрана возможна только при учреждении Утришского заповедника.